# Sour (album)
Sour (được viết cách điệu thành SOUR) là album phòng thu đầu tay của nữ ca sĩ kiêm sáng tác âm nhạc người Mỹ Olivia Rodrigo, được ra mắt vào ngày 21 tháng 5 năm 2021 bởi Geffen Records. Album được viết bởi Rodrigo và nhà sản xuất Dan Nigro của cô. Ban đầu được lên kế hoạch dưới dạng một EP, Sour đã được mở rộng thành một album dài sau thành công thương mại của đĩa đơn đầu tay "Drivers License".
Lấy cảm hứng bởi các thể loại và ca sĩ kiêm sáng tác nhạc yêu thích của Rodrigo, Sour chủ yếu là một bản thu âm pop trải dài trên nhiều thể loại, từ những bản pop-punk giàu năng lượng đến các bản ballad bedroom pop. Chủ đề của album tập trung vào hành trình tuổi mới lớn, chuyện tình cảm thất bại và nỗi đau lòng. Rodrigo cho biết album khám phá những trải nghiệm của cô ấy khi mới 17 tuổi, với tựa đề đề cập đến những cảm xúc "chua chát" mà những người trẻ tuổi trải qua nhưng thường bị chỉ trích, chẳng hạn như tức giận, ghen tị và bất hạnh.
Ba đĩa đơn đầu tiên từ album đã ra mắt trước đó bao gồm: đĩa đơn đầu tay của Rodrigo "Drivers License", đã đứng đầu nhiều bảng xếp hạng tại nhiều nước trên toàn cầu bao gồm cả Hoa Kỳ Billboard Hot 100, và đĩa đơn tiếp theo là "Deja Vu", đã đạt hạng 3 tại Hoa Kỳ; Rodrigo trở thành nghệ sĩ đầu tiên có 3 đĩa đơn đầu tay đều ra mắt tại top 10 của bảng xếp hạng Hot 100; và là nữ ca sĩ đầu tiên và trẻ nhất có 2 đĩa đơn trong album đầu tay ra mắt tại vị trí số 1 Billboard Hot 100. Hai ca khúc "brutal"  và "traitor" cũng được ra mắt MV vào tháng 8 và tháng 10 năm 2021. 
Sau khi phát hành, Sour đã nhận được sự hoan nghênh nhiệt liệt từ các nhà phê bình. Các nhà phê bình coi đây là một album đầu tay vững chắc, nhấn mạnh lời bài hát thực tế của Rodrigo và thu hút thế hệ Z. Nhiều ấn phẩm âm nhạc khác nhau đã liệt kê nó trong số những album hay nhất năm 2021, bao gồm Billboard và Rolling Stone, đồng thời Rolling Stone đã xếp album ở vị trí số một trên bảng xếp hạng album cuối năm của họ. Tại Lễ trao giải Grammy thường niên lần thứ 64 năm 2022, Sour và "Drivers License" lần lượt giành giải Album giọng ca pop xuất sắc nhất và Trình diễn đơn ca nhạc pop xuất sắc nhất; Rodrigo cũng giành giải Nghệ sĩ mới xuất sắc nhất. Phim hòa nhạc trên YouTube và phim tài liệu Disney+ có tiêu đề Sour Prom và Driving Home 2 U bổ sung cho album. Rodrigo bắt đầu Sour Tour, chuyến lưu diễn đầu tiên của cô ấy, từ ngày 5 tháng 4 năm 2022 đến ngày 7 tháng 7 năm đó.

## Bối cảnh
Rodrigo ký hợp đồng với hãng đĩa Geffen và dự định sẽ phát hành đĩa mở rộng đầu tay của cô trong năm 2021. Cô ấy đã cùng viết bài hát "Drivers License" với nhà sản xuất của nó là Daniel Nigro, và được ra mắt làm đĩa đơn đầu tiên của cô và album trong tháng 1 năm 2021 và đạt được những thành công đáng kể. Tạp chí Billboard nhận định đây là 1 trong những bản hit "thống trị" bảng xếp hạng Hot 100 mạnh mẽ nhất trong lịch sử. Rodrigo miêu tả về đĩa đơn khi đang trả lời báo Nylon, cô ấy nói: "Tôi muốn nó biến chuyển mạnh mẽ. Giấc mơ của tôi là có sự giao thoa trong âm nhạc giữa pop chính thống, dân ca, và rock biến chuyển. Tôi yêu sáng tác và sự trữ tình và giai điệu của nhạc dân ca. Tôi yêu âm giai của nhạc rock biến chuyển. Dĩ nhiên, tôi rất lậm vào nhạc pop và các nghệ sĩ nhạc pop. Vì vậy nên tôi sẽ cố gắng thử và lấy mọi cảm hứng tôi có được... để tạo ra thứ mà tôi thích".
Rodrigo bắt đầu hé lộ về đĩa đơn tiếp theo bằng cách lưu trữ các bài viết trước đó của cô ấy trên Instagram posts và đăng tải các hình ảnh bí ẩn trên các tài khoản mạng xã hội của cô ấy vào cuối tháng 3 năm 2021; ngày 29 tháng 3, cô ấy công bố tiêu đề của đĩa đơn tiếp theo là "Deja Vu", và được ra mắt sau đó 3 ngày và trấn an những người hâm mộ rằng màn thông báo này không phải trò đùa ngày Cá tháng Tư. Rodrigo còn hé lộ bìa đĩa đơn. Rodrigo đã đăng 3 clip ngắn bí ẩn trước khi công bố, bao gồm hình ảnh cây kem ốc quế đang tan chảy, Rodrigo đi qua những áng mây trôi dạt và 1 chiếc xe đang được lái quanh bờ biển, là những thứ có liên quan đến lời của "Deja Vu" theo Steffanee Wang từ tạp chí Nylon. Ngày 1 tháng 4 năm 2021, album được giới thiệu dưới cái tên đang hoàn thiện là *O*R cùng với ngày ra mắt của nó.Vào ngày 13 tháng 4 năm 2021, Rodrigo thông qua mạng xã hội để giới thiệu tên, bìa và danh sách bài hát của album.

## Quảng bá
Rodrigo lần đầu biểu diễn "Drivers License" vào ngày 4 tháng 2 năm 2021, tại The Tonight Show Starring Jimmy Fallon. Vào ngày 1 tháng 4, đăng tải thông tin về ngày ra mắt album. Vào ngày tiếp theo, album có thể được đặt trước. Vào ngày 13 tháng 4, Rodrigo công bố tên album. Cùng ngày, nữ ca sĩ đã đăng ảnh bìa của album và danh sách bài hát trên mạng xã hội.

### Đĩa đơn
Sour được hỗ trợ bởi 2 đĩa đơn đã ra mắt trước đó; cả 2 đều lọt vào top 10 Billboard Hot 100. "Drivers License", ra mắt vào ngày ngày 8 tháng 1 năm 2021, là đĩa đơn mở đường của Sour. Một video âm nhạc đi kèm được đạo diễn bởi Matthew Dillon Cohen, đã được đăng lên trên kênh YouTube của Rodrigo cùng với ngày ra mắt đĩa đơn. Bài hát đã lập nên chuỗi kỉ lục, bao gồm kỉ lục trên Spotify là bài hát không phải nhạc cho ngày lễ có nhiều lượt phát nhiều nhất trong ngày, bài hát có nhiều lượt phát nhất trong tuần đầu trên Spotify và Amazon Music. Bài hát đã ra mắt tại vị trí thứ nhất trên bảng xếp hạng Billboard Hot 100 và giúp Rodrigo là nghệ sĩ trẻ tuổi nhất có bài hát ra mắt tuần đầu tại vị trí này. Nó đã được chứng nhận Bạch kim kép tại Mỹ bởi Hiệp hội Công nghiệp Ghi âm Hoa Kỳ.
"Deja Vu" được giới thiệu là đĩa đơn thứ 2 trên các tài khoản phương tiện truyền thông mạng xã hội của cô ấy vào ngày ngày 29 tháng 3 năm 2021 và được ra mắt sau đó 3 ngày kèm với một video âm nhạc, được đạo diễn bởi Allie Avital và được quay tại Malibu. Bài hát ra mắt tại vị trí thứ 8 trên bảng xếp hạng Billboard Hot 100, sau đó leo lên hạng 3, là vị trí cao nhất bài hát này đạt được trên bảng xếp hạng.
"Good 4 U" ra mắt ngày 14 tháng 5 năm 2021 với vai trò như đĩa đơn thứ 3 trích từ album. Bài hát nhanh chóng ra mắt tại vị trí số 1 ngay tuần đầu tiên phát hành trên bảng xếp hạng Billboard Hot 100, giúp cô trở thành nữ ca sĩ đầu tiên và trẻ nhất có 2 ca khúc từ album đầu tay ra mắt tại vị trí số 1 của bảng xếp hạng này, cũng như nữ ca sĩ đầu tiên và trẻ nhất có 3 đĩa đơn đầu tay ra mắt tại top 10 trên bảng xếp hạng.

## Danh sách bài hát
| Bản tiêu chuẩn của Sour | Bản tiêu chuẩn của Sour        | Bản tiêu chuẩn của Sour                  | Bản tiêu chuẩn của Sour | Bản tiêu chuẩn của Sour |
| STT                     | Nhan đề                        | Sáng tác                                 | Sản xuất                | Thời lượng              |
| ----------------------- | ------------------------------ | ---------------------------------------- | ----------------------- | ----------------------- |
| 1.                      | "Brutal"                       | Olivia Rodrigo Daniel Nigro              |                         | 2:23                    |
| 2.                      | "Traitor"                      | Rodrigo Nigro                            |                         | 3:49                    |
| 3.                      | "Drivers License"              | Rodrigo Nigro                            |                         | 4:02                    |
| 4.                      | "1 Step Forward, 3 Steps Back" | Rodrigo Taylor Swift Jack Antonoff       | Nigro Rodrigo           | 2:43                    |
| 5.                      | "Deja Vu"                      | Rodrigo Swift Antonoff Annie Clark Nigro |                         | 3:35                    |
| 6.                      | "Good 4 U"                     | Rodrigo Hayley Williams Josh Farro Nigro | Nigro Alexander 23      | 2:58                    |
| 7.                      | "Enough For You"               | Rodrigo                                  | Nigro Rodrigo           | 3:22                    |
| 8.                      | "Happier"                      | Rodrigo                                  |                         | 2:55                    |
| 9.                      | "Jealousy, Jealousy"           | Rodrigo Nigro Casey Smith                | Nigro Jam City          | 2:53                    |
| 10.                     | "Favorite Crime"               | Rodrigo Nigro                            |                         | 2:32                    |
| 11.                     | "Hope Ur Ok"                   | Rodrigo Nigro                            |                         | 3:29                    |
| Tổng thời lượng:        | Tổng thời lượng:               | Tổng thời lượng:                         | Tổng thời lượng:        | 34:41                   |

Ghi chú
- Tất cả các bài hát đều có tiêu đề cách điệu viết thường (không viết hoa chữ cái đầu)

## Lịch sử phát hành
| Khu vực       | Ngày                | Định dạng                                    | Hãng   | Tk.           |
| ------------- | ------------------- | -------------------------------------------- | ------ | ------------- |
| Nhiều khu vực | 21 tháng 5 năm 2021 | Box set Cassette CD tải nhạc streaming vinyl | Geffen | [ 18 ] [ 19 ] |